# Attention (utwór muzyczny Vilii Matačiūnaitė)
Attention – autorski utwór litewskiej piosenkarki Vilii Matačiūnaitė, wydany w 2014 i umieszczony na jej drugim albumie studyjnym, również zatytułowanym Attention. Piosenkę współtworzył Viktoras Vaupšas
W 2014 utwór został ogłoszony jedną z 16 propozycji zakwalifikowanych do programu Eurovizijos dainų konkurso nacionalinė atranka, w którym wykonywała go nie tylko Vilija Matačiūnaitė, ale też Mia, Vaidas Baumila i Monika Linkytė. Piosenka zwyciężyła w finałowym odcinku programu, zdobywając największe poparcie telewidzów i jurorów, dzięki czemu została utworem reprezentującym Litwę w 60. Konkursie Piosenki Eurowizji organizowanym w Kopenhadze. W konkursie utwór wykonała Matačiūnaitė. W maju utwór został zaprezentowany w drugim półfinale Eurowizji 2014 i zajął 11. miejsce, nie zdobywając awansu do finału.